# 莱库尔贝路

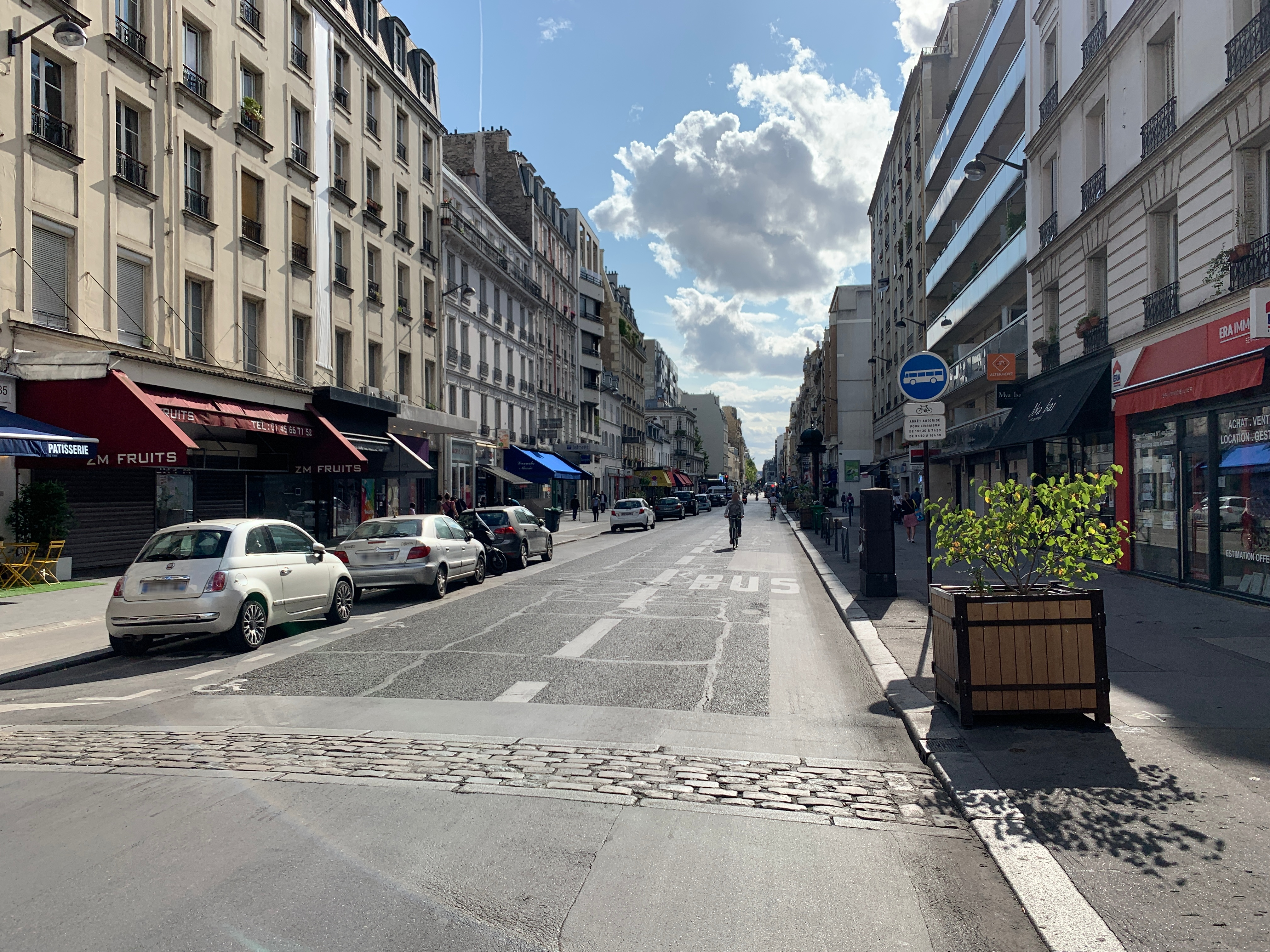
莱库尔贝路（2021年8月）

勒古布路或莱库尔贝路（Rue Lecourbe）是巴黎十五区的一条街道。长2400米，宽17米。

## 位置
莱库尔贝路开始于亨利·克耶广场（Place Henri-Queuille），与加里波第大道（Boulevard Garibaldi）和巴斯德大道（Boulevard Pasteur）相交；结束于维克托大道（Boulevard Victor）5号，巴黎小环线铁路。沿路有364个偶数门牌，361个奇数门牌。

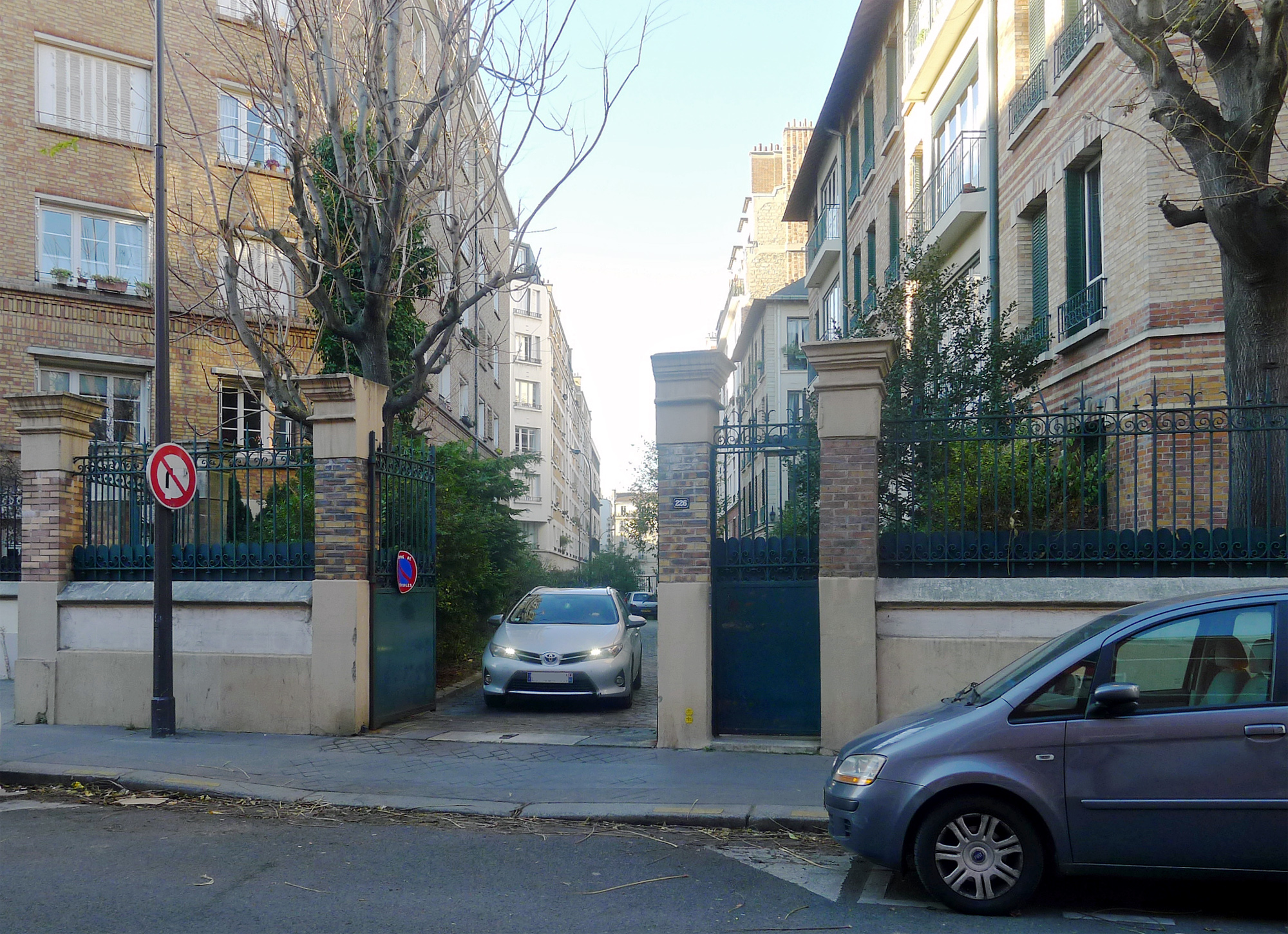
226号
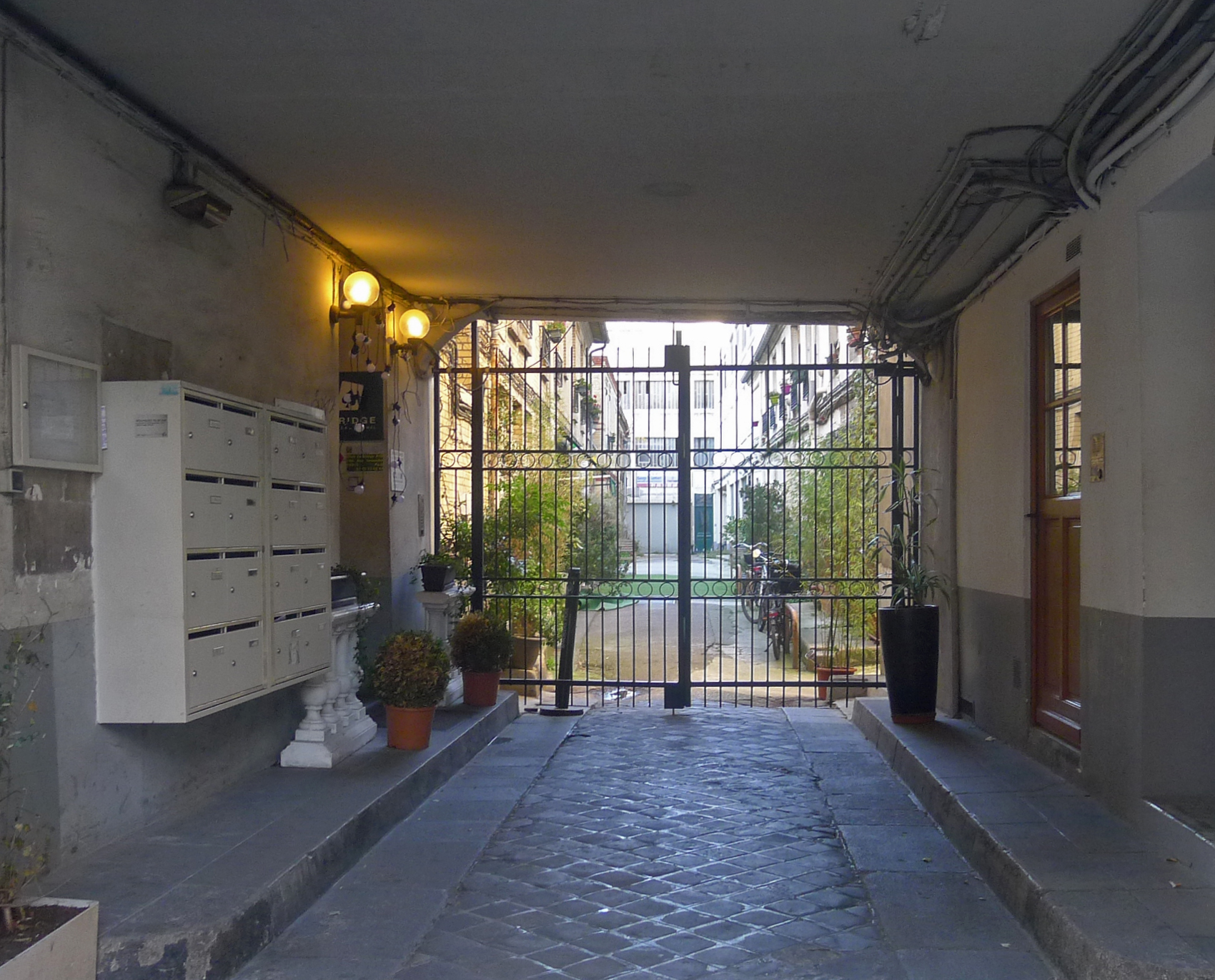
190号

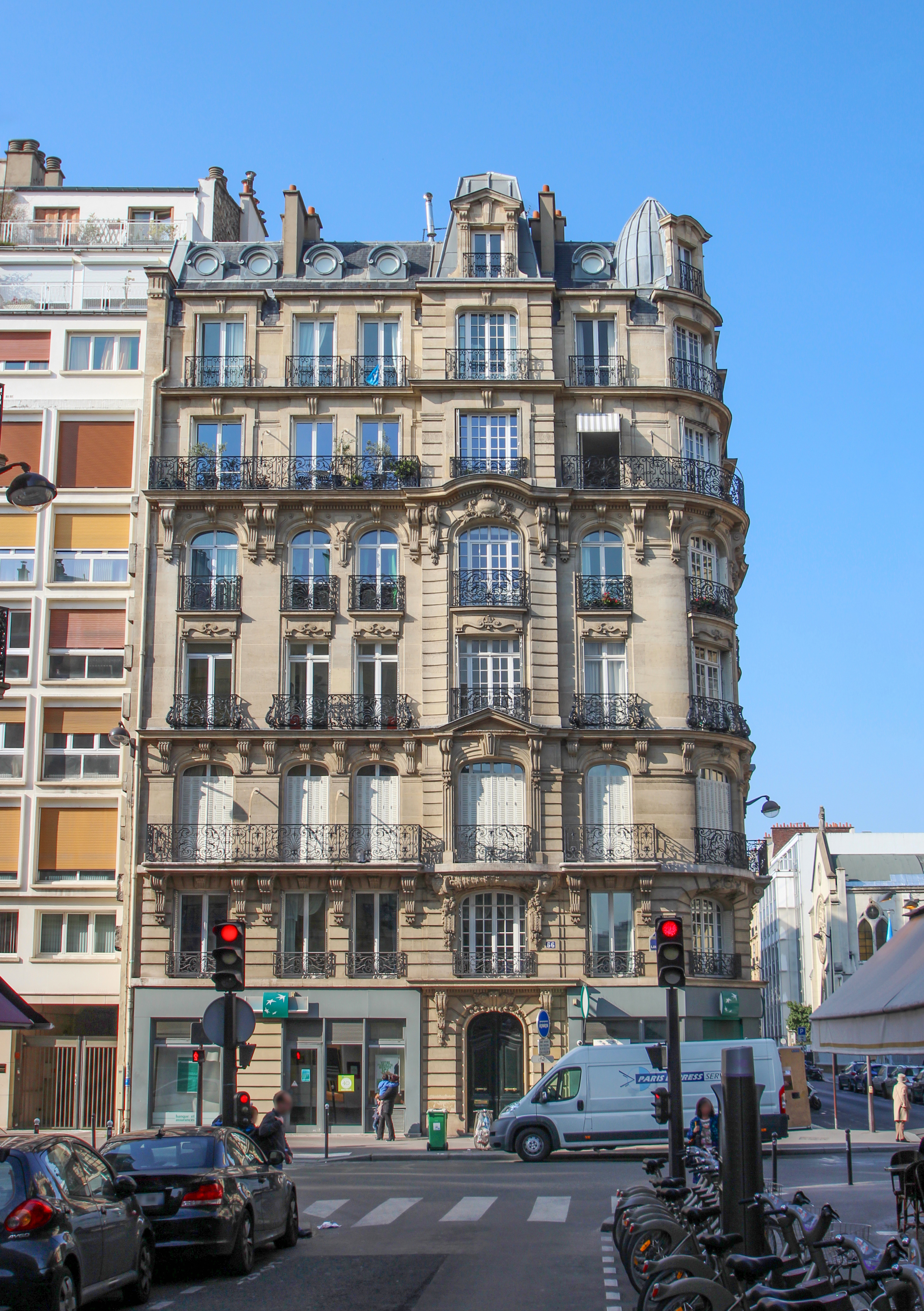
66号
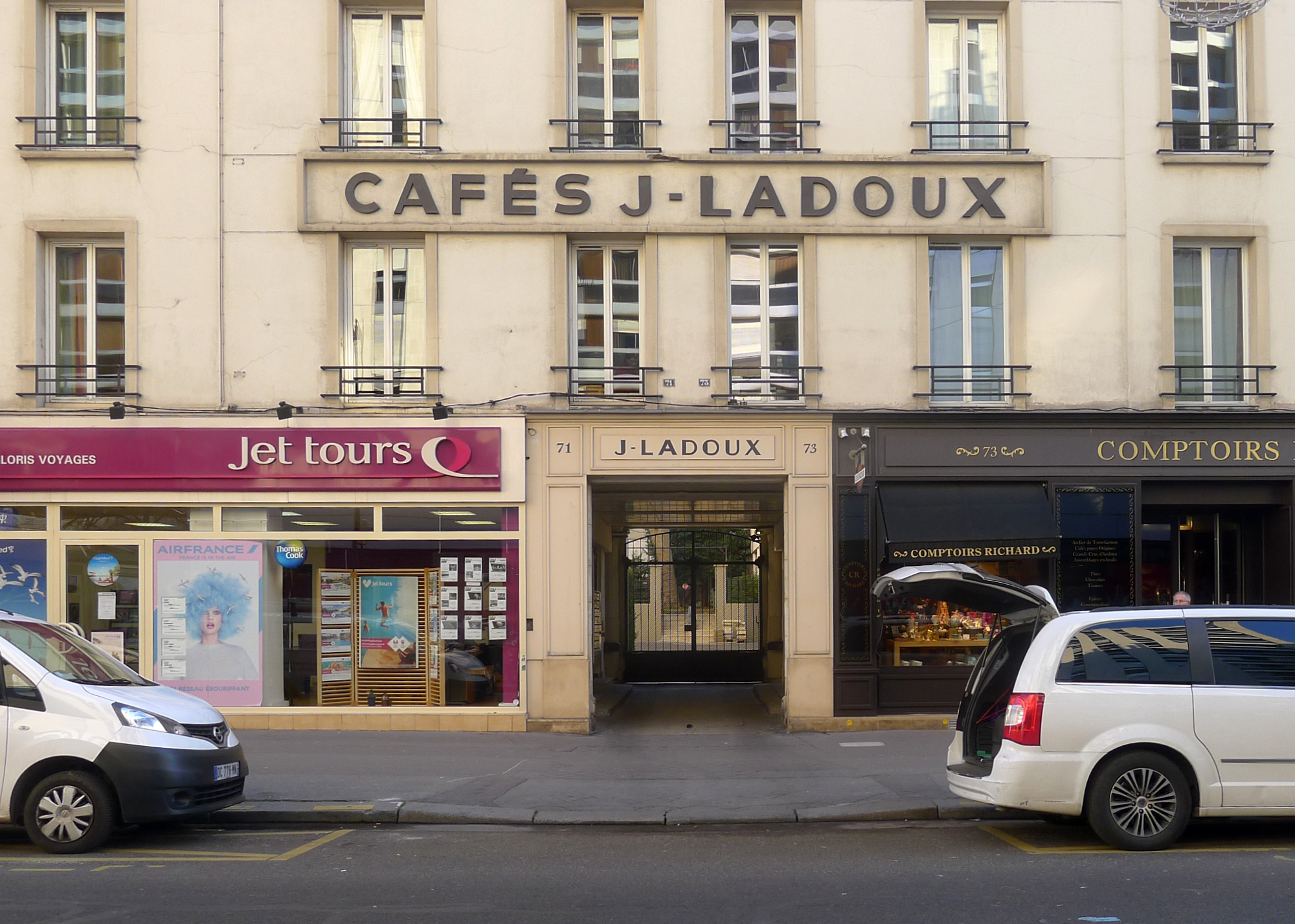
71-73号
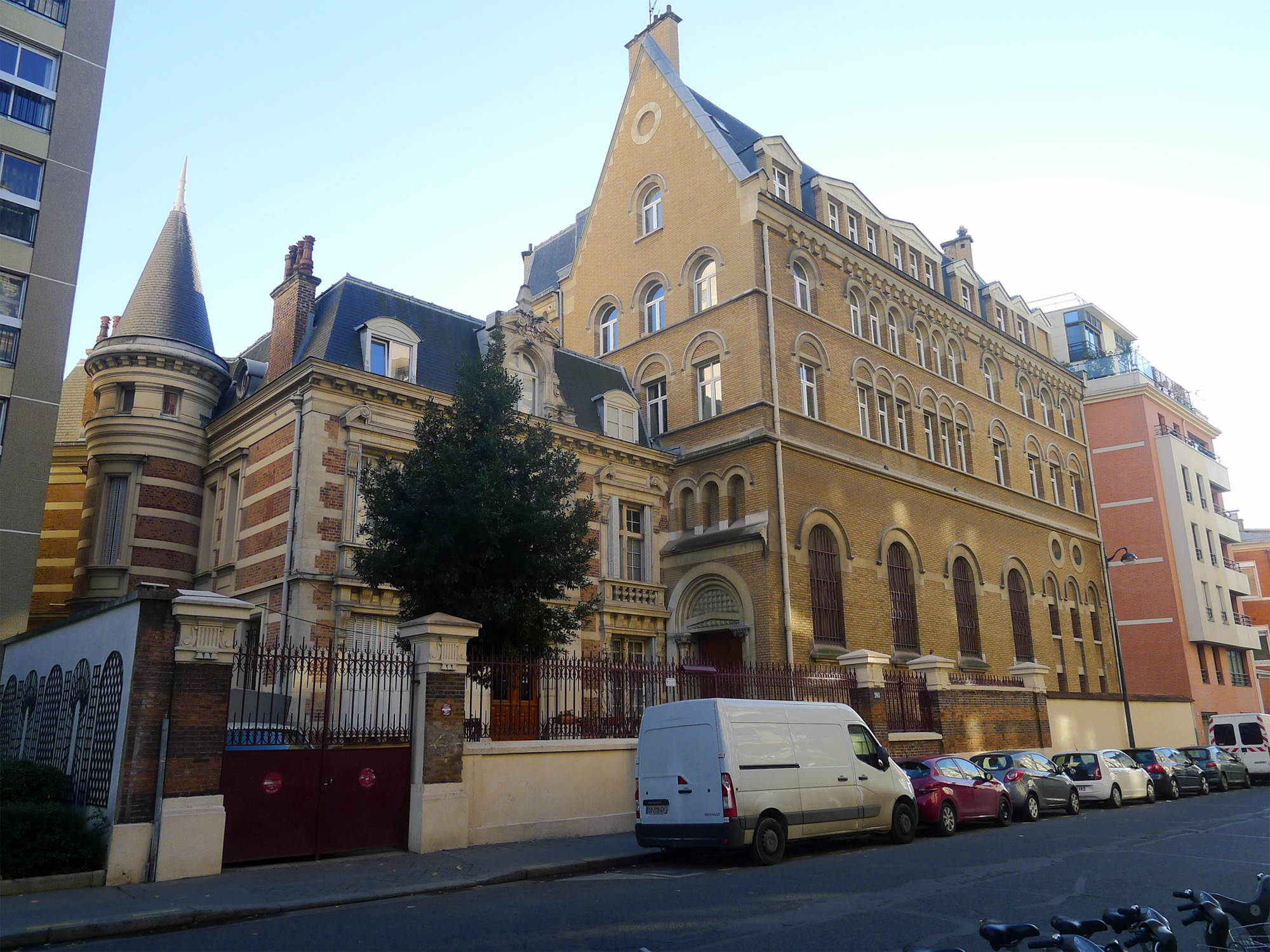
203号
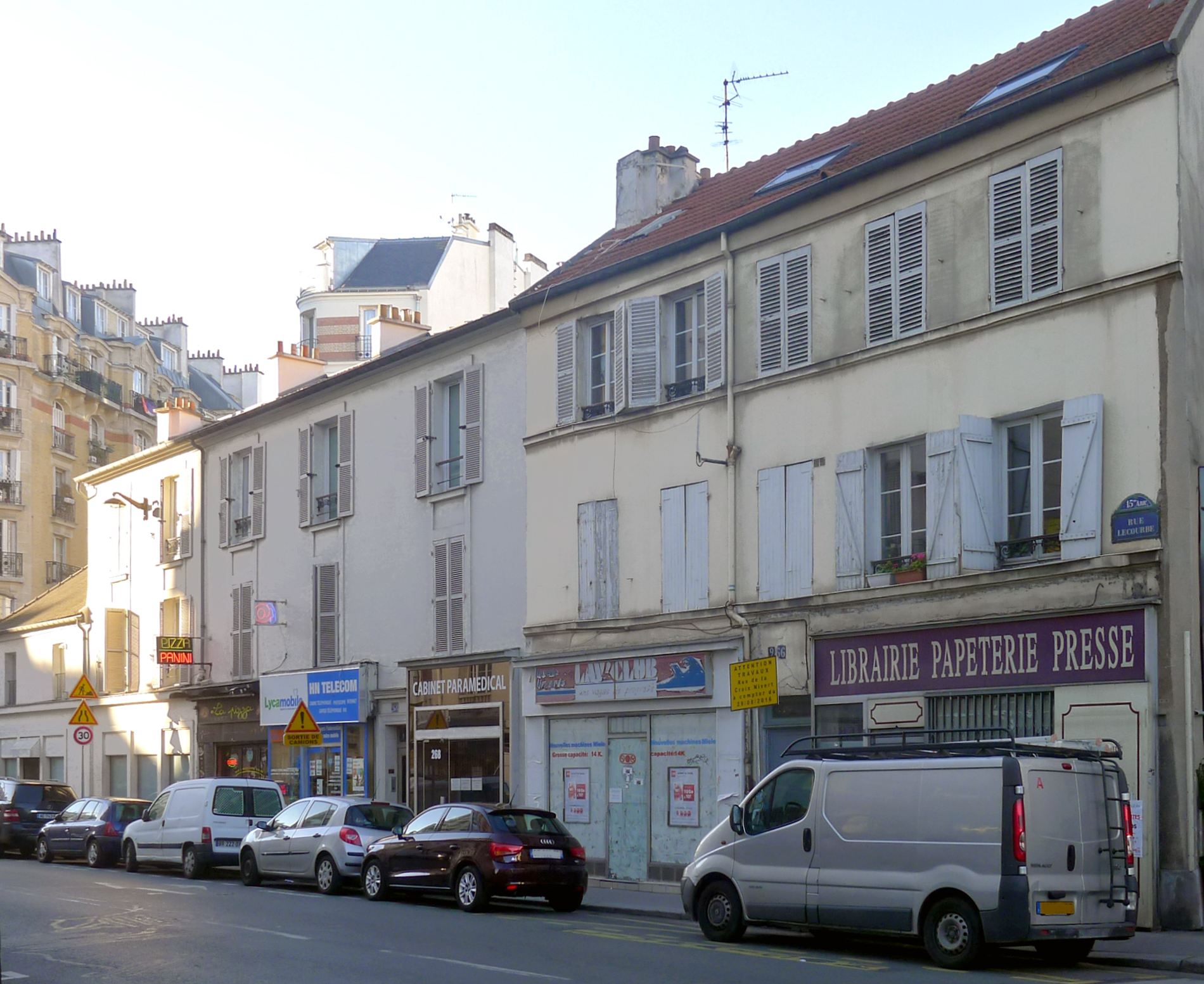
266号

## 名称
这条街得名于法国将军克劳德-雅克·勒库尔贝（Claude-Jacques Lecourbe，1759-1815年）。

## 历史

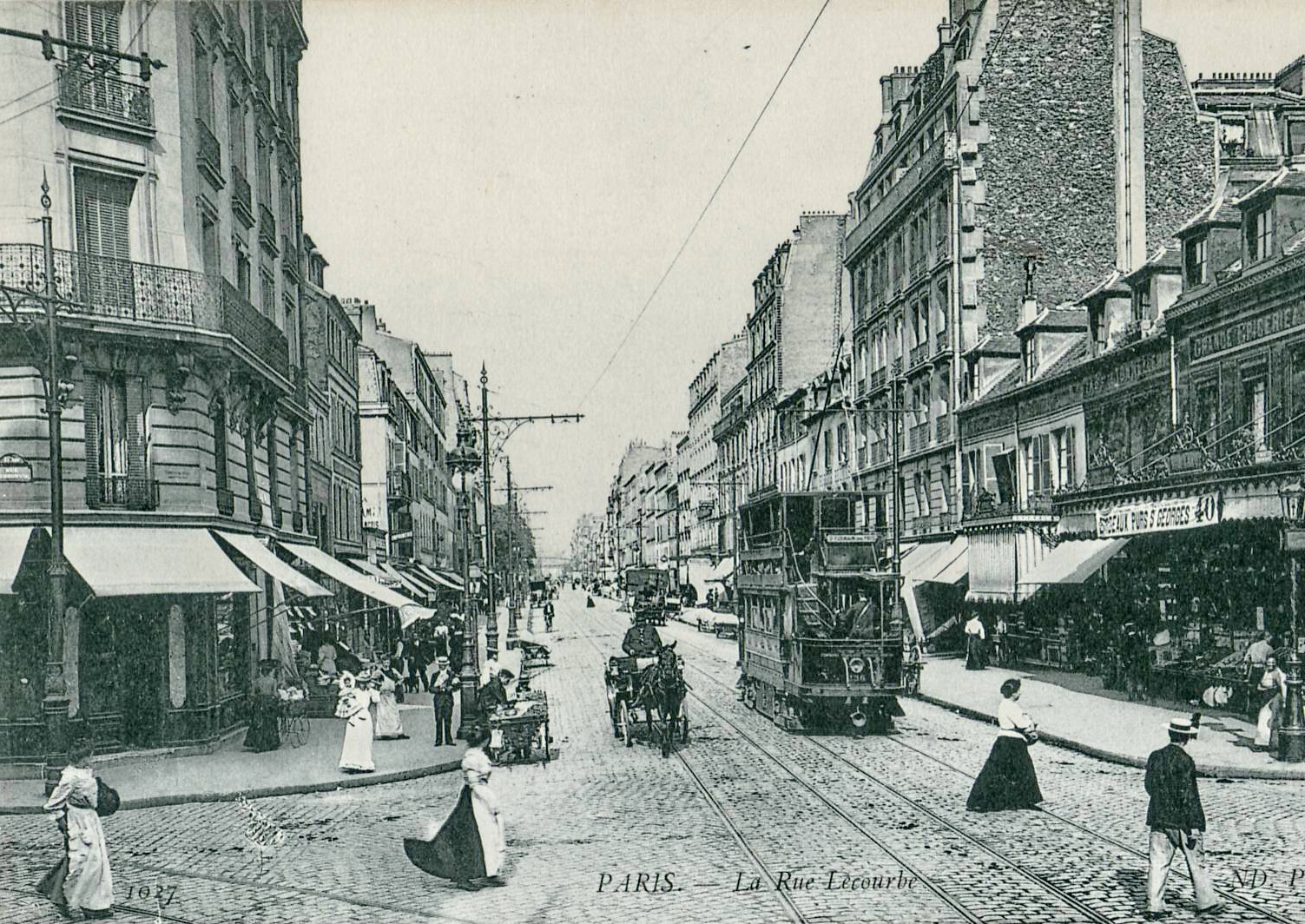
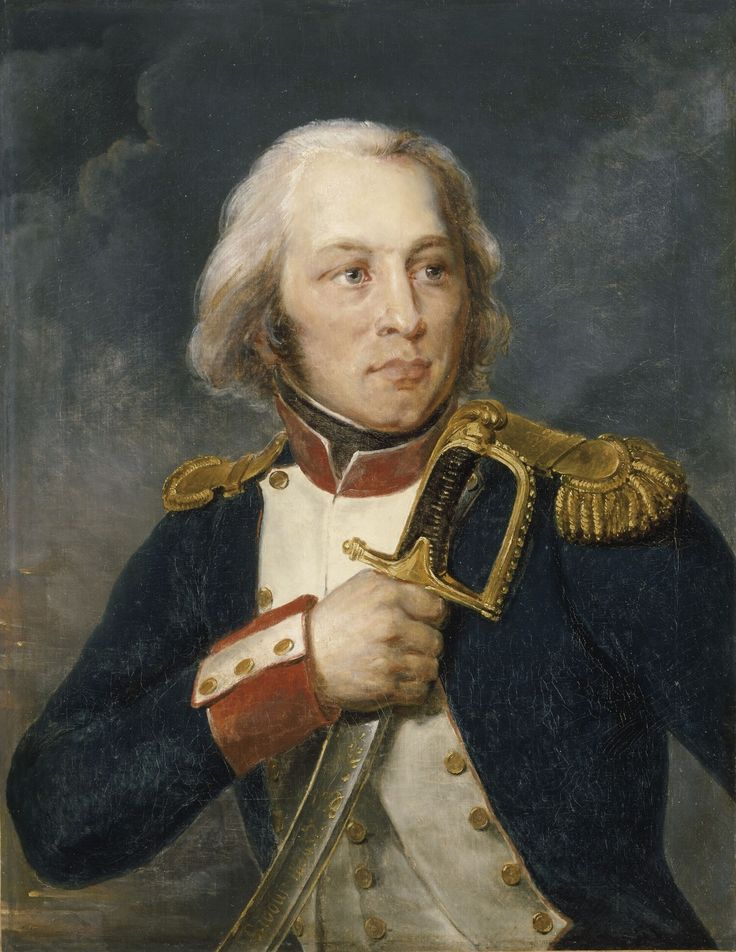

## 建筑

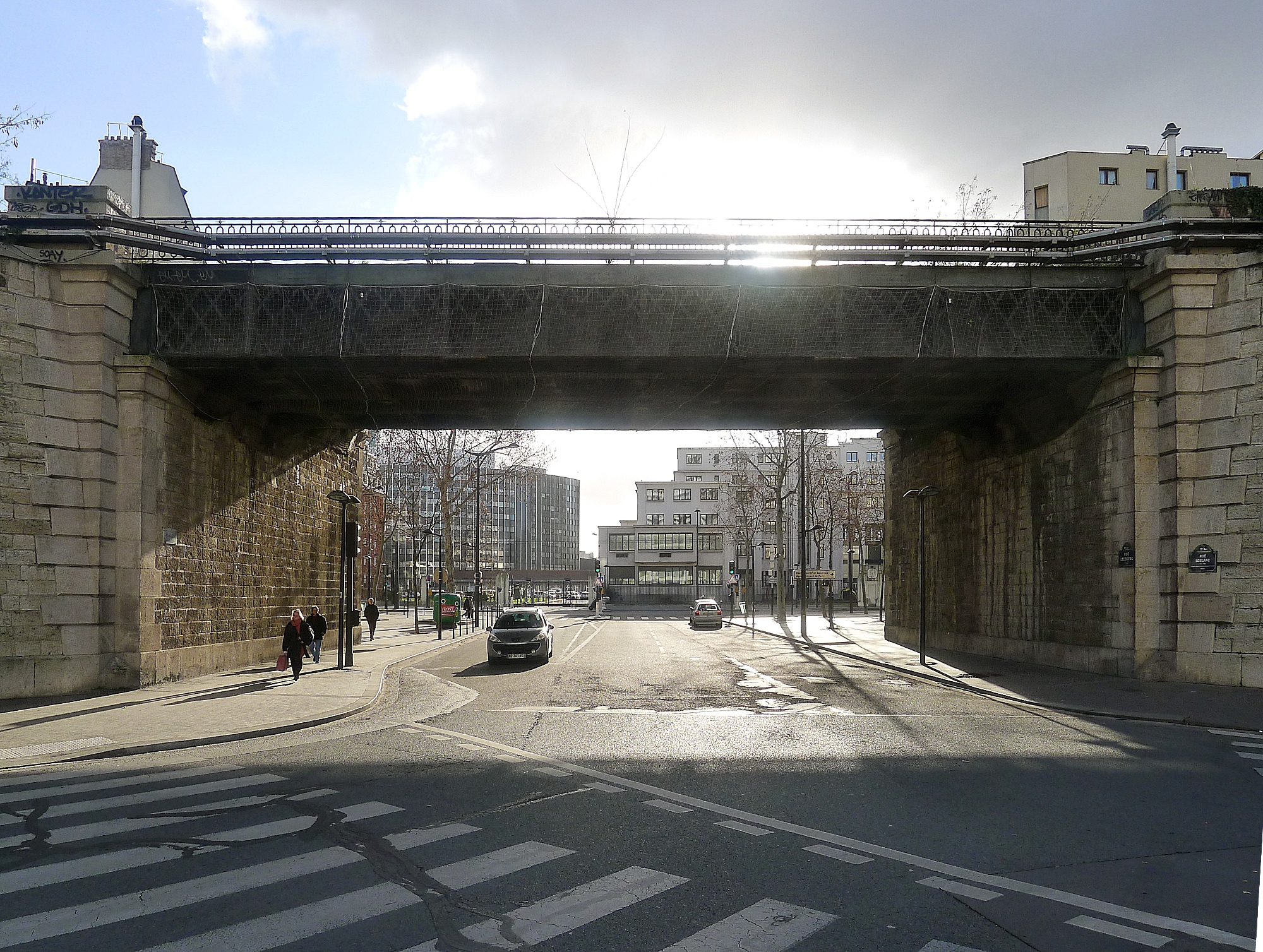

- 3号

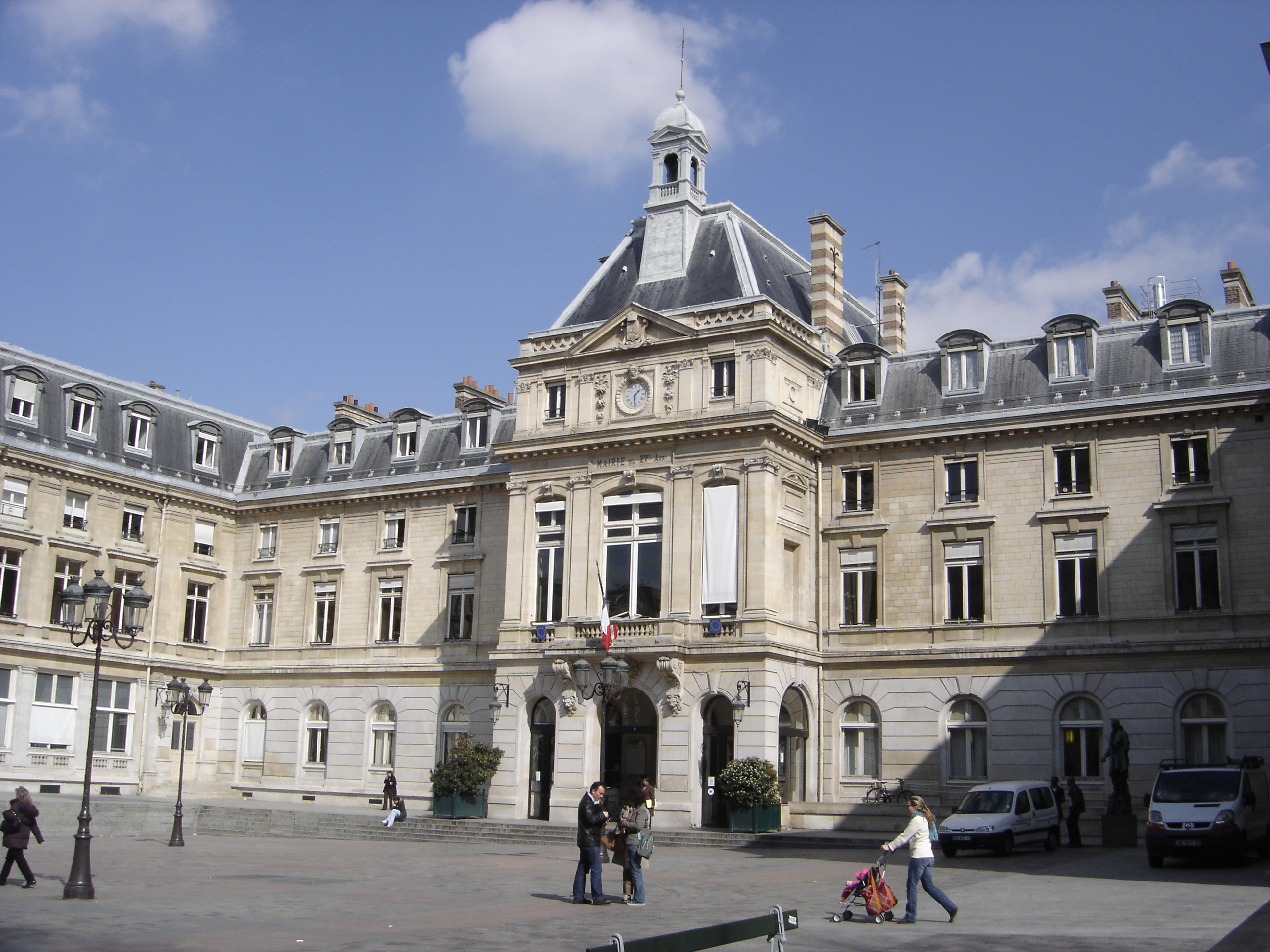

- 91号: 萨罗夫的圣塞拉芬堂（Église Saint-Séraphin-de-Sarov de Paris）
- 154号: [2].
- 223号: [2].

- 230号:[3].
- 257号: [2]
- 318号:
- 321号:

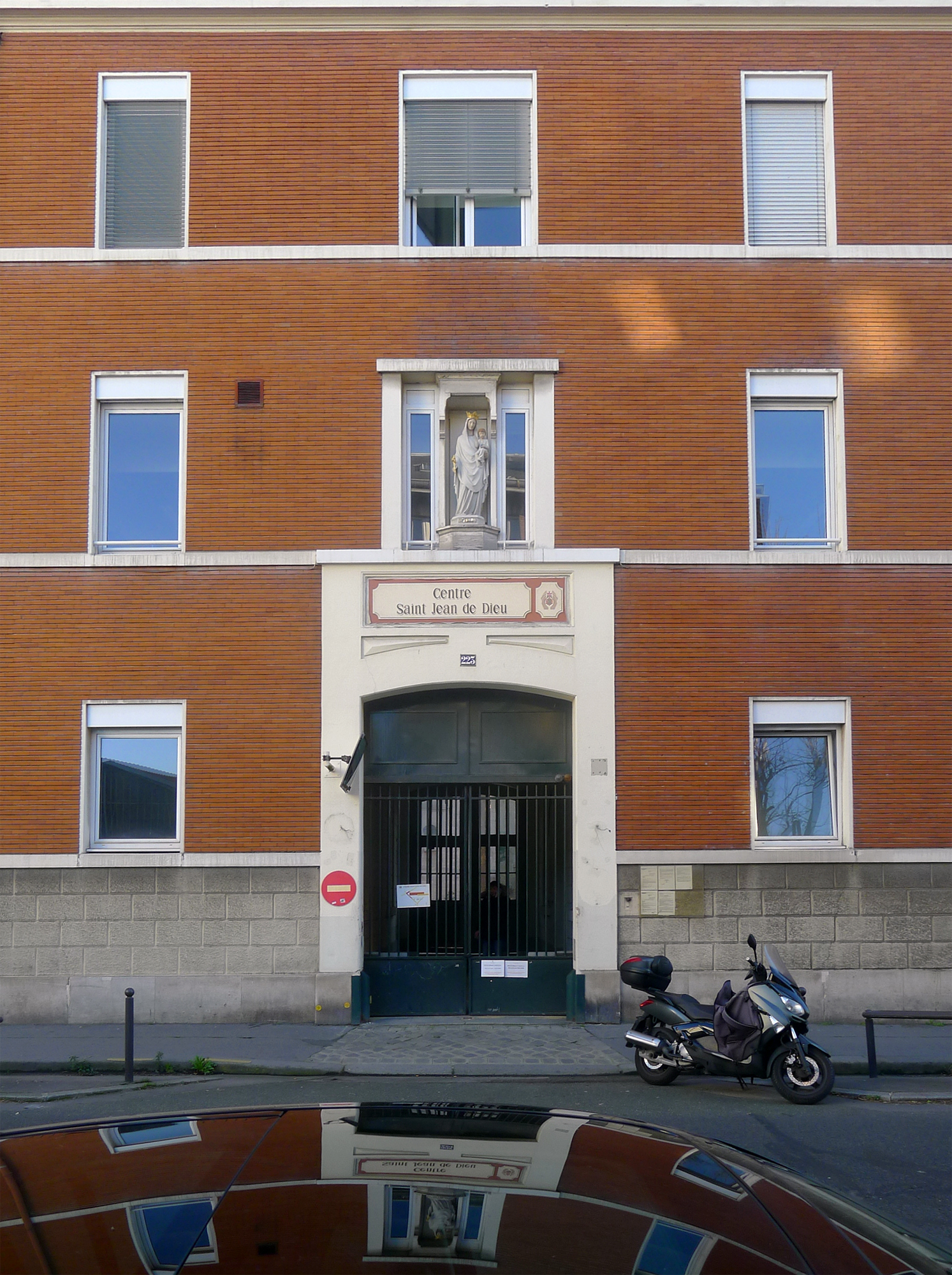

- 349-351号:拿撒勒圣母院（église Notre-Dame-de-Nazareth de Paris）

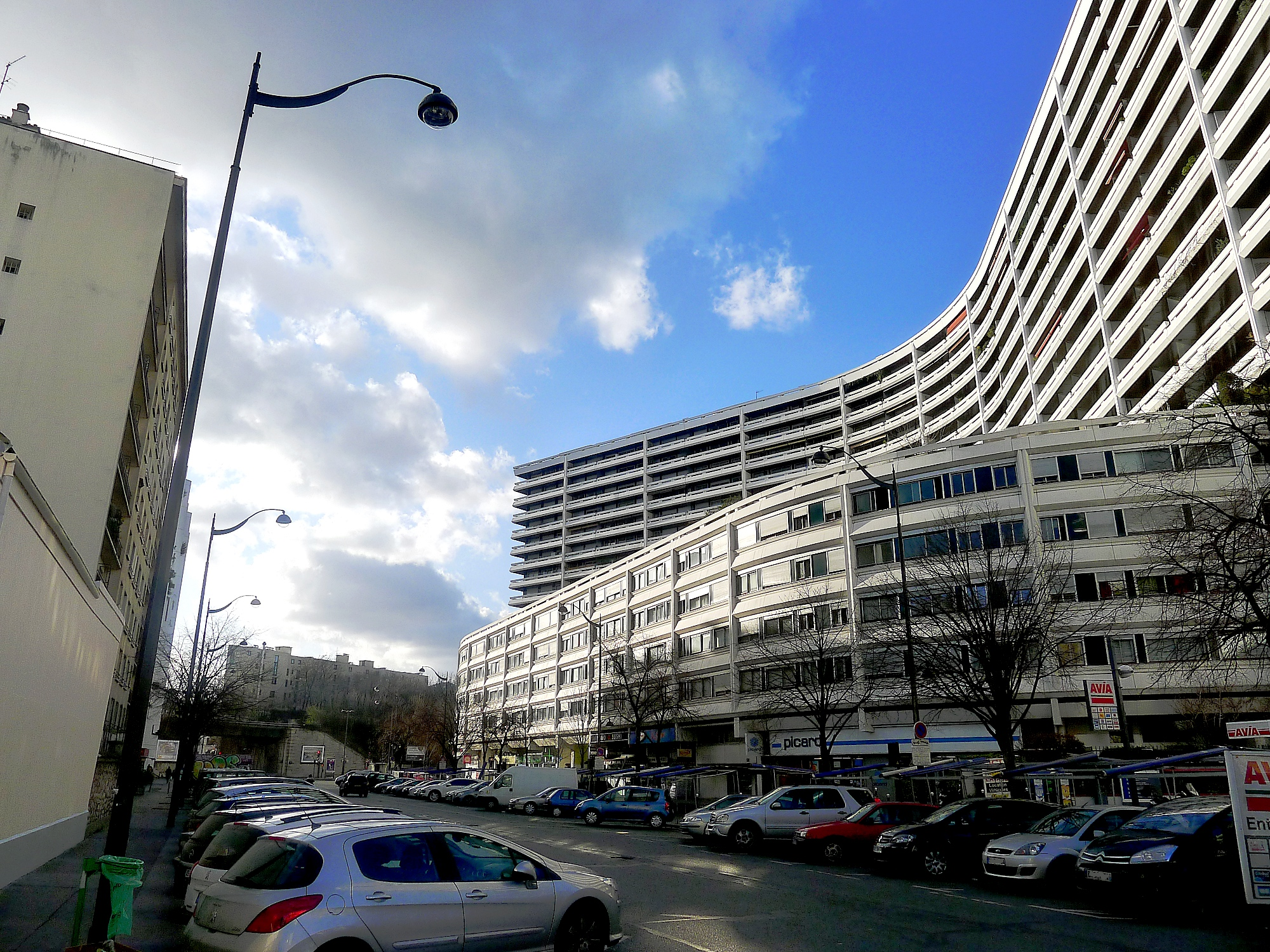

- 364号: